# Boarmia sachalinensis
Boarmia sachalinensis är en fjärilsart som beskrevs av Matsumura 1911. Boarmia sachalinensis ingår i släktet Boarmia och familjen mätare. Inga underarter finns listade i Catalogue of Life.